# Zadní Jetřichovice
Zadní Jetřichovice (německy Hinterdittersbach, také Kirnitzschschänke) jsou zaniklá osada na říčce Křinici na území Národního parku České Švýcarsko v okrese Děčín. Roku 1833 měla čtyři domy, kolem roku 1900 jich bylo sedm. Po druhé světové válce byla ves zničena, zůstaly z ní jen zarostlé sutiny a vzrostlé kaštany u bývalé Křinické hospody.

## Historie

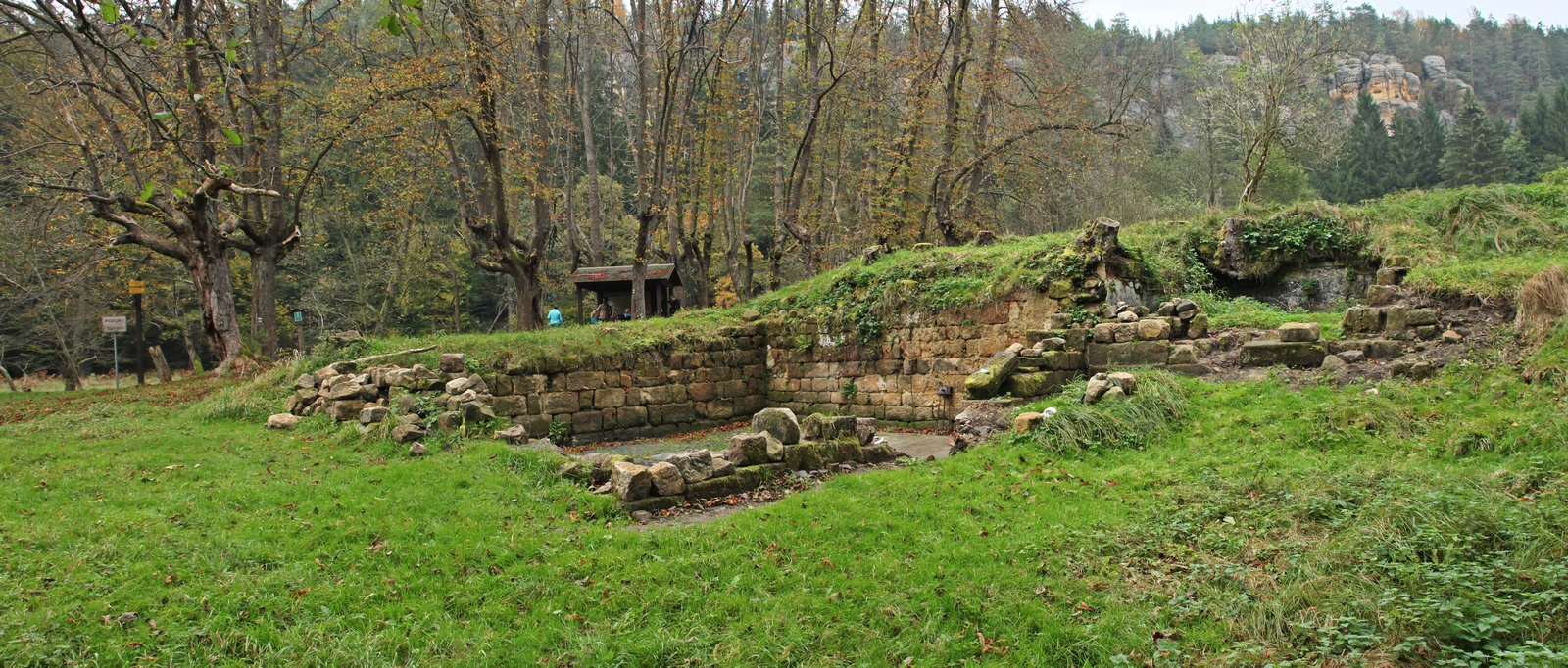
Pozůstatky Křinické hospody

Územím osady prochází Česká silnice, která ji dělila na bynovecké a českokamenické panství. V bynovecké části, kterou vlastnili Clary-Aldringenové, bývala obora. Roku 1943 v ní byl postaven kříž na památku Jeronýma Clary-Aldringena, který padl v roce 1941 u Sokolovky na Ukrajině.
Českokamenická část patřila Kinským; tady stávala stará Křinická hospoda (Kirnitzschschänke). Další oblíbené restaurace byly hostinec Zum Hirsch (U Jelena), hostinec Hegerhaus (Hájovna) a hospoda Waldfrieden (Lesní mír).

## Obyvatelstvo
Při sčítání lidu v roce 1921 ve vsi žilo sedmnáct obyvatel (z toho osm mužů), z nichž byli dva Čechoslováci, čtrnáct Němců a jeden cizinec. Kromě tří evangelíků a jednoho člověka bez vyznání byli římskými katolíky. Podle sčítání lidu z roku 1930 měla vesnice patnáct obyvatel německé národnosti, kteří se s výjimkou dvou evangelíků hlásili k římskokatolické církvi.
|           | 1869 | 1880 | 1890 | 1900 | 1910 | 1921 | 1930 | 1950 |
| --------- | ---- | ---- | ---- | ---- | ---- | ---- | ---- | ---- |
| Obyvatelé | 28   | 27   | 17   | 24   | 23   | 17   | 15   | 3    |
| Domy      | 6    | 6    | 6    | 6    | 6    | 5    | 5    | 3    |